# Jean-Claude Skrela
Pour les articles homonymes, voir Skrela.

a Compétitions nationales et continentales officielles uniquement.

b Matchs officiels uniquement.
Jean-Claude Skrela, né le 1er octobre 1949 à Colomiers, est un joueur de rugby à XV international français. Il joue au poste de troisième ligne aile, il fait partie de l'équipe qui remporte le Grand Chelem lors de l'édition de 1977, édition remportée avec seulement les quinze mêmes joueurs. 
Après sa carrière de joueur, il devient entraîneur, dirigeant le Stade toulousain, club dont il a défendu les couleurs en tant que joueur, et qu'il conduit à trois titres de champion de France en 1985, 1986 et 1989. Après une saison à l'US Colomiers en 1995, il est nommé sélectionneur de l'équipe de France, poste qu'il occupe de 1995 à 1999. Il remporte deux Grands Chelems, en 1997 et 1998 et termine par une finale de la Coupe du monde de rugby 1999. 
Directeur technique national du rugby français de 2004 à 2014, il occupe le rôle de manager de l'équipe de France de rugby à sept de 2014 à 2016.

## Biographie

### Famille
Jean-Claude Skrela est l'un des sept enfants d'une famille d'immigrés polonaise installés comme agriculteurs à Cornebarrieu. Il perd son père alors qu'il n'a qu'une dizaine d'années. Avec ses frères, il aide sa mère en assumant le travail de la ferme.
Son fils, David Skrela, est demi d'ouverture dans plusieurs clubs français et en équipe de France, et sa fille, Gaëlle Skrela, est basketteuse professionnelle à Lattes-Montpellier et en équipe de France.

### Joueur
Il commence le rugby avec l'Union sportive L'Isle-Jourdain avec lequel il sera, à 18 ans, champion de France de 4e série en 1967 et marquera l'un des 3 essais de son équipe en finale face aux héraultais de Lespignan. Il joue ensuite au FC Auch Gers puis signe en 1970 au Stade toulousain. Il devient rapidement un joueur incontournable du club. Il est rapide, explosif, intraitable en défense, omniprésent en attaque. À tel point qu'il deviendra capitaine de l'équipe, notamment celui de la finale du championnat perdue 10 à 6 face à Béziers en 1980. Cela restera l'unique finale de championnat de sa carrière
.
Le XV de France le réclame dès 1971, et un test au Kings Park Stadium de Durban en Afrique du Sud, d'où il rapporte un match nul (8-8) contre les Springboks à l'issue d'une rencontre marquée par l'une des plus terrifiantes bagarres entre avants.
Gabarit impressionnant pour son époque, il remporte le Grand Chelem 1977 avec Jean-Pierre Rives et Jacques Fouroux (il est également covainqueur du tournoi en 1973). À l'époque, il constitue avec Jean-Pierre Rives et Jean-Pierre Bastiat la meilleure troisième ligne du monde. Jean-Luc Joinel constituant un remplaçant de luxe. Pour l'anecdote, il fut le premier joueur à marquer un essai comptant pour quatre points, lors d'un test-match en 1971. Il obtient l'Oscar du Midi olympique en 1976.
Le 1er mai 1980, il participe au premier match des Barbarians français contre l'Écosse à Agen. Les Baa-Baas l'emportent 26 à 22. Il joue également le deuxième match des Barbarians français, le 15 mai 1981, contre Crawshay's à Clermont-Ferrand. Les Baa-Baas l'emportent 34 à 4.

### Entraîneur

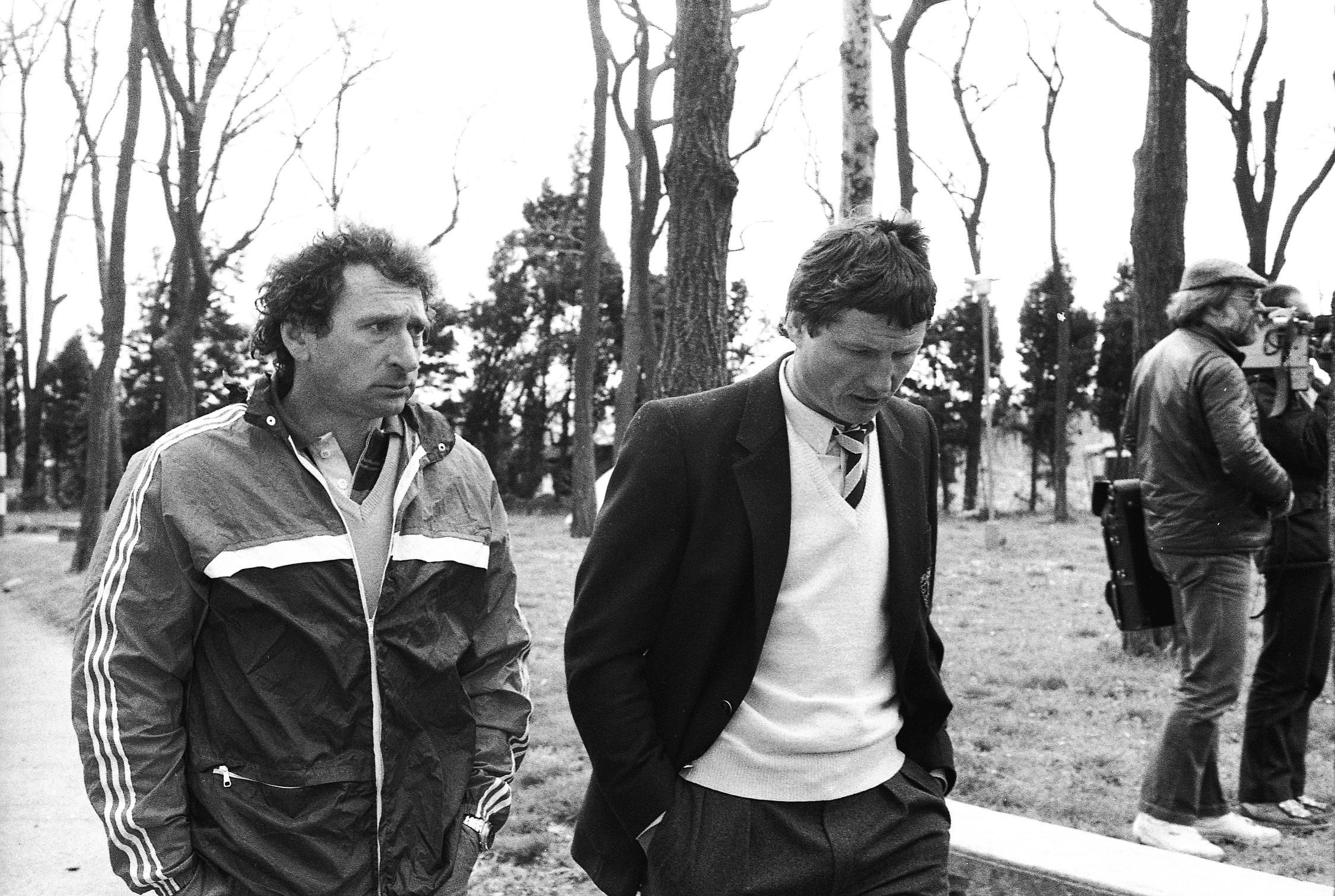
Pierre Villepreux (G.) et Jean-Claude Skrela (D.), entraÎneurs du Stade toulousain (1985).

Il met très tôt un terme à sa carrière pour se consacrer à son club, le Stade toulousain, dont il devient co-entraineur avec Pierre Villepreux. Après avoir formé un duo indissociable en tant que joueur avec Jean-Pierre Rives, il en forme un nouveau en tant qu'entraîneur avec Pierre Villepreux. Entre 1971 et 1978, ces deux-là ont joué ensemble six saisons au Stade toulousain et parfois en équipe de France. Skrela n'est pas étranger au retour de Villepreux dans l'effectif du club lors de la saison 1978. Ils conduisent le club à trois titres de champion de France en 1985, 1986 et 1989. Villepreux parti, Skrela reste jusqu'en 1992, associé tour à tour à Guy Novès et Christian Gajan, avant de rejoindre l'US Colomiers pour une saison en 1994. 
En 1995, il devient le sélectionneur de l'équipe de France, succédant alors à Pierre Berbizier. Il fait alors appel à Pierre Villepreux à ses côtés. Avec eux, l'équipe de France remporte deux Grands Chelems (1997 et 1998) et est vice-championne du monde en 1999. Malgré le souhait du président de la FFR, il décide de partir la tête haute. Il est alors remplacé par Bernard Laporte.
En novembre 2000, il est choisi pour entraîner les Barbarians français, aux côtés d'Alain Paco, lors d'un match opposant le 7 novembre les Baa-Baas à la Nouvelle-Zélande à Lens.
Il a rédigé l'ouvrage Le tournant du jeu - rugby, ma vie aux éditions Grasset, en 2000. Il tient une chronique mensuelle dans Le Journal du Rugby.

### Dirigeant
Jean Claude Skrela s'installe à Colomiers en 1970, comme éducateur sportif, et quitte la mairie trente ans plus tard le 1er février 2000 pour se mettre à la disposition de la Jeunesse et des Sports.
Il est directeur sportif du Centre national du rugby à Linas-Marcoussis puis directeur technique national de janvier 2004 à octobre 2014. Il succède à Pierre Villepreux qui a pris sa retraite. En octobre 2014, Didier Retière, son adjoint, lui succède. Il devient alors le manager de l'équipe de France de rugby à sept. En décembre 2016, à la suite de l'élection du nouveau comité directeur de la FFR, il est remplacé à ce poste par Christophe Reigt.
En 2015, il fait partie de la commission de nomination du nouveau sélectionneur du XV de France présidée par Pierre Camou aux côtés de Serge Blanco, Jean Dunyach, Jo Maso, Jean-Pierre Lux et Didier Retière mise en place le 27 mars 2015 lorsque le comité directeur de la FFR a arrêté le calendrier de nomination du sélectionneur. Le 31 mai 2015, la Fédération annonce officiellement que Guy Novès sera le prochain sélectionneur.
Le 9 décembre 2017, il est élu au comité directeur de la Ligue régionale Île-de-France de rugby au sein de liste menée par Florian Grill. En 37e position (sur 40) sur la nouvelle liste de Florian Grill, il est réélu pour le mandat 2020-2024 le 7 novembre 2020.
En 2019, il participe à un groupe de travail pour préparer le renouvellement du comité directeur de la Fédération française de rugby en octobre 2020. Celui-ci rassemble des dirigeants issues du monde amateur et d'anciens internationaux comme Serge Blanco, Fabien Pelous ou Jean-Marc Lhermet. Le 25 juin 2019, ce groupe annonce que Florian Grill, président de la Ligue régionale Île-de-France de rugby, sera à la tête de la liste d'opposition qui se présentera face à la gouvernance actuelle. Jean-Claude Skrela est présent en 4e position sur la liste candidate. Celle-ci réunit 48,53 % des voix à l'issue du scrutin le 3 octobre 2020, et obtient 9 sièges. Jean-Claude Skrela est ainsi élu au sein du comité directeur de la FFR. Le 27 janvier 2023, il quitte le comité directeur avec tous les élus de l'opposition, après la démission du président Bernard Laporte et l'appel de la ministre des Sports à une démission de l'ensemble du comité directeur pour provoquer de nouvelles élections générales. Quelques jours plus tard, il regrette publiquement le choix de son groupe et déclare que la décision n'a pas été prise collectivement. Il démissionne du mouvement Ovale Ensemble puis se présente en candidat libre lors de l'élection partielle de mai 2023 pour renouveler 12 membres mais il n'est pas réélu.

## Clubs

### Joueur
- Union sportive L'Isle-Jourdain
- FC Auch Gers
- 1970-1983 : Stade toulousain

### Entraîneur
- 1983-1992 : Stade toulousain
- 1994-1995 : US Colomiers
- 1995-1999 :  France
- Septembre 2002 - janvier 2004 : Directeur sportif du centre technique de Marcoussis
- Janvier 2004 - octobre 2014 : Directeur Technique National de la Fédération française de rugby
- Manager de l'équipe de France de rugby à 7

## Palmarès

### Équipe de France

#### Joueur
- 46 sélections (de 1971 à 1978)
- Grand Chelem en 1977
- Tournoi des Cinq Nations en 1973 (covainqueur)
- Tournées en Afrique du Sud (1971), Australie (1972), Argentine (1974) , Afrique du Sud (1975), États-Unis (1976) et Argentine (1977)
- 1 sélection avec les Barbarians britanniques, face aux All Blacks en 1978

#### Entraîneur
- Grand Chelem 1997 et 1998
- Finaliste de la Coupe du monde de rugby 1999

### Club

#### Joueur
Avec l'US L'Isle-Jourdain
- Championnat de France de 4e série :
  - Champion (1) : 1967[2]

Avec le Stade toulousain
- Championnat de France de première division :
  - Vice-champion (1) : 1980
- Challenge Yves-du-Manoir :
  - Finaliste (1) : 1971
- Challenge Antoine Béguère :
  - Vainqueur (2) : 1972 et 1975

#### Entraîneur
Avec le Stade toulousain
- Championnat de France de première division :
  - Champion (3) : 1985, 1986 et 1989
- Challenge Yves du Manoir :
  - Vainqueur (1) : 1988
- Coupe de France :
  - Finaliste (1) : 1985

## Décorations
- Chevalier de l'ordre national du Mérite (décret du 14 mai 1997)[18]
- Officier de l'ordre national du Mérite (décret du 14 novembre 2008)[19]
- Chevalier de la Légion d'honneur (décret du 31 décembre 2014)[20],[21]